# Portal Tombs im Townland Burren

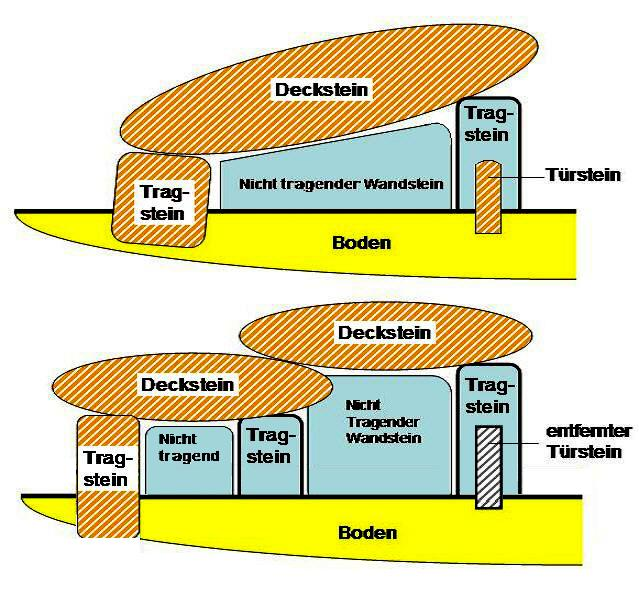
Schema irischer Portal Tombarten

Die erhaltenen Portal Tombs im Townland Burren (irisch Boirinn) von Cavan liegen etwa vier Kilometer südlich von Blacklion im Burren am „Cavan Way“ im County Cavan in Irland. Als Portal Tombs werden in Irland und Großbritannien Megalithanlagen bezeichnet, bei denen zwei gleich hohe, aufrecht stehende Steine mit einem Türstein dazwischen, die Vorderseite einer Kammer bilden, die mit einem zum Teil gewaltigen Deckstein bedeckt ist.

## Das Portal Tomb
Lage: 54° 15′ 50″ N, 7° 53′ 2″ W

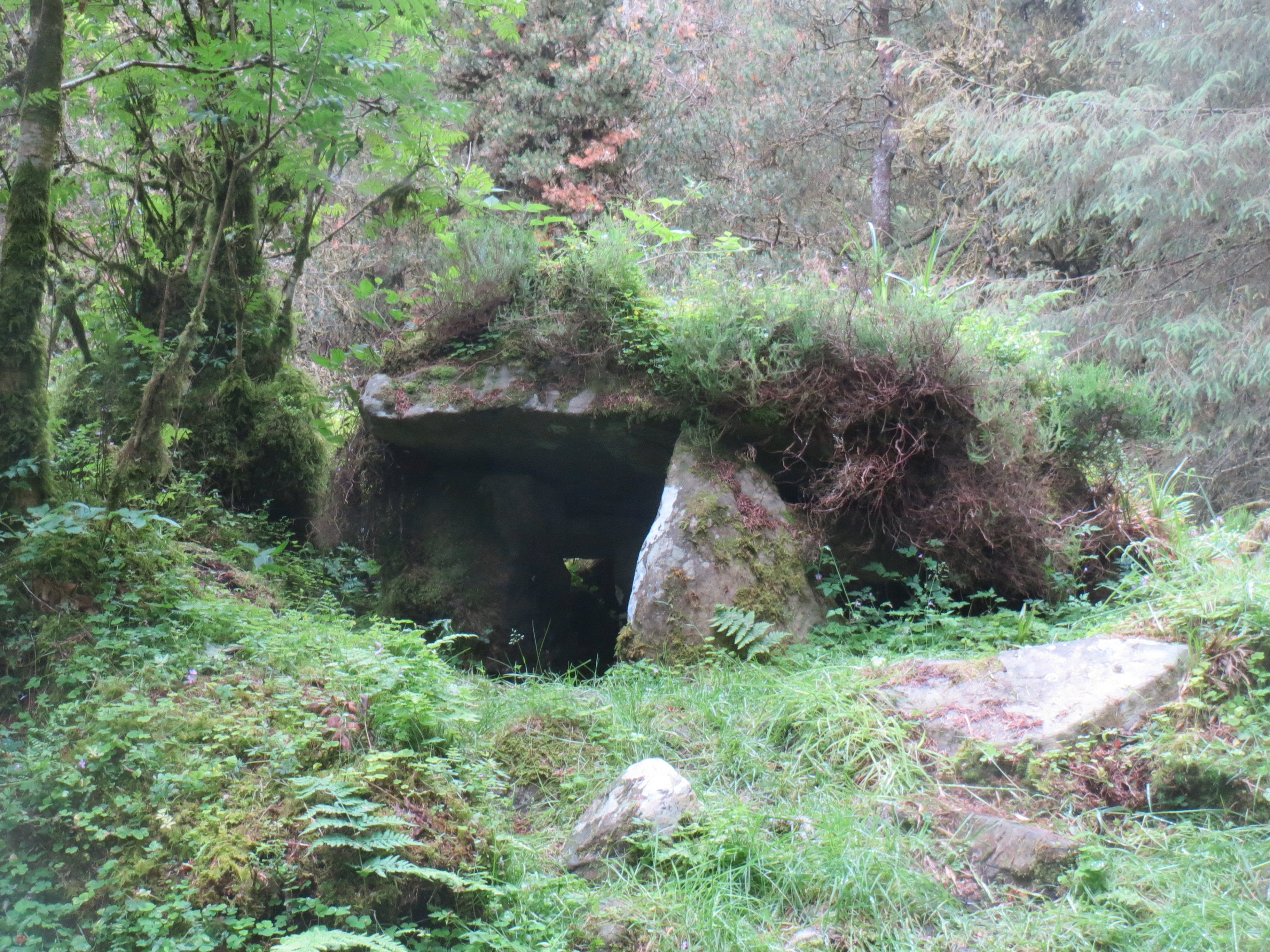
Portal Tomb Burren (Cavan)

Es gibt 12 Portal Tombs in Cavan, die meisten liegen im Burren. Die Megalithanlage liegt in einem ovalen Steinhügel von etwa 20 auf 16 m Durchmesser und zwei Metern Höhe. Das Portalsteinpaar ist etwas mehr als einen Meter hoch und bildet den 70 cm breiten Zugang. Zwei niedrige Seitensteine und ein Endstein begrenzen die rechteckige, etwa zwei Meter lange und 70 cm breite Kammer des Portal Tombs. Die beiden Decksteine des kleinen Dolmen sind fast völlig mit Torf und Heidekraut bedeckt. In der Kammer soll eine feine Urne gefunden worden sein.

## The Calf House
Lage: 54° 15′ 53″ N, 7° 53′ 6″ W

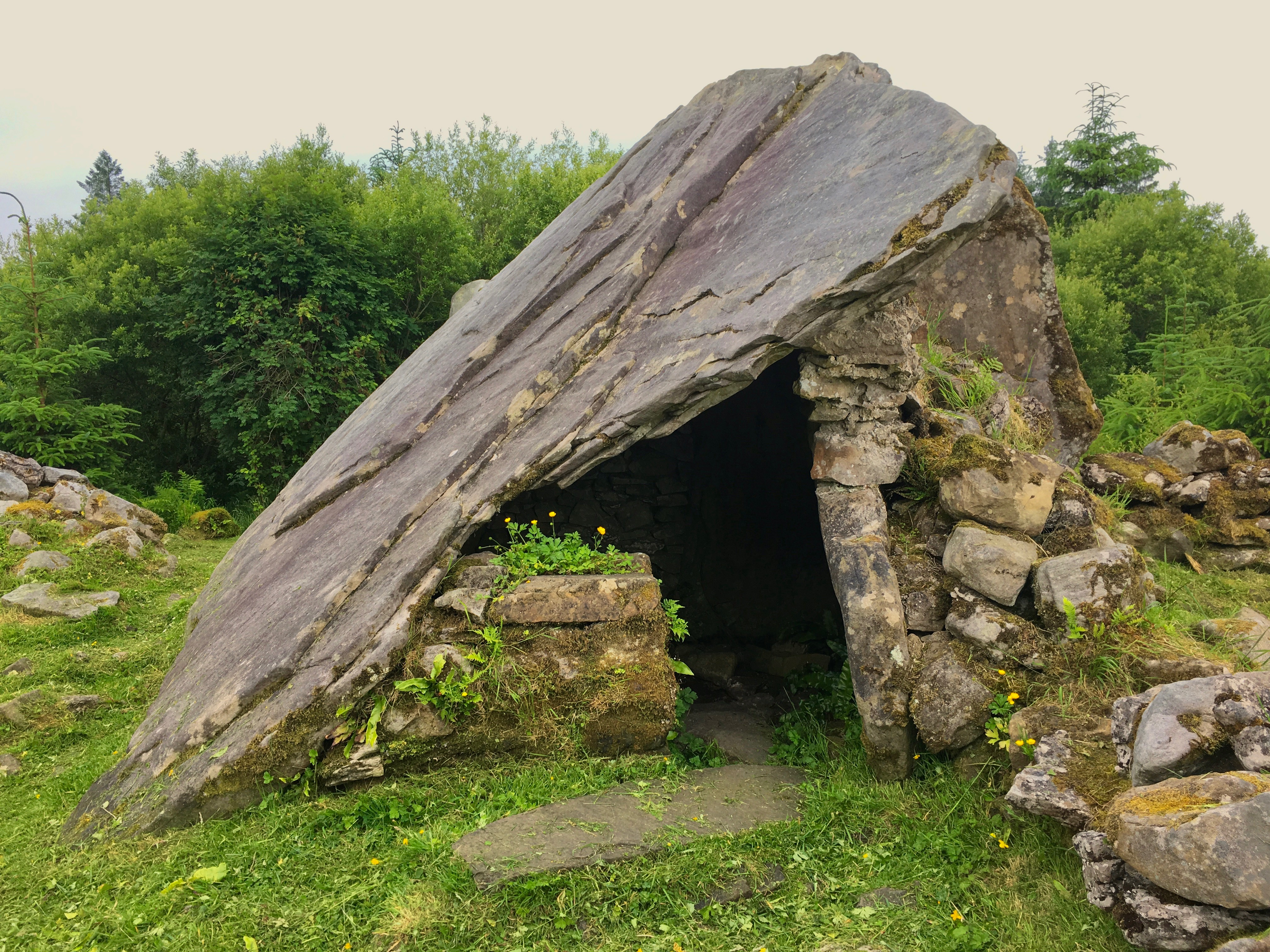
Calf House Portal Tomb

Das zweite Portal Tomb im Burren, „The Calf House“, auch als „Druid’s Altar“ oder „Druidical Altar“ bekannt, ist zusammengebrochen.
 Es liegt vier Kilometer südlich von Blacklion. Das Grab hat zwei Portalsteine von etwa zwei Metern Höhe und wurde im Bereich dazwischen zugemauert und als Stall verwendet; daher der Name. Der versetzte Deckstein misst etwa fünf mal vier Meter und liegt auf einem der Portalsteine und dem Boden auf. Das Denkmal wurde in eine moderne Feldmauer integriert.

## Megalithanlagen im Umkreis
In der Nähe liegt das Boulder Tomb und ein Wedge Tomb das „Giants Grave“, während die Reste des Court Tomb von Burren oder des Dolmen von Burren in dem namengebenden Ort im County Down in Nordirland liegen.